# Ramón O'Callaghan
Ramón O'Callaghan (1954 a Barcelona) és un professor universitari i expert en Teoria organitzativa català.

## Biografia
O'Callaghan va néixer al si d'una família d'ascendència noble irlandesa. El militar carlista tarragoní Ramon O'Callaghan i Tarragó és un dels seus avantpassats.
Es va licenciar en enginyeria de telecomunicacions a la Universitat Politècnica de Catalunya (1976), va fer un màster MBA a l'escola de negocis IESE Business School (1983) i es va doctorar en administració d'empreses a la coneguda Harvard Business School (1989).
O'Callaghan va començar la seva carrera acadèmica com a investigador a l'Institut de Cibernètica de la Universitat Politècnica de Catalunya l'any 1976. De 1977 a 1989 va treballar a l'empresa Texas Instruments com a enginyer de vendes i cap de projectes. Després a l'empresa familiar Codorníu com a controlador, a la Harvard Business School com a investigador; i a la consultora de gestió Institut Cerdà com a director. De tornada a Espanya l'any 1989 esdevingué professor associat de l'IESE Business School.
El 1994 es va traslladar als Països Baixos a la Nyenrode Business Universiteit, on va esdevenir director del programa MBA. De 1997 a 2013 va ser professor de sistemes d'informació a la Universitat de Tilburg, on va també dirigir entre altres el programa MBA. Va ser degà de la TIAS School for Business and Society del 2009 al 2012 com a successor de Philippe Naert. Va estar igualment vinculat a la Universitat Oberta de Catalunya i a la Universitat de Deusto.
De 2013 a 2015, va ser degà de l'escola de postgrau de negocis de la Universitat Nazarbayev a Kazakhstan. Seguidament va ser degà de la Porto Business School, a la Universitat de Porto al Portugal. El doctor Ramon O'Callaghan exerceix actualment de president de la Universitat de Ciències Aplicades Gisma d'Alemanya.
L'experiència del professor O'Callaghan rau en la gestió de la tecnologia i la innovació, i el seu treball s'ha publicat a diverses revistes acadèmiques. És especialment conegut pel seu treball sobre l'intercanvi electrònic de dades.